# ティ・ジョイ
株式会社ティ・ジョイ（英: T-JOY CO.,LTD）は、東京都中央区銀座に本社を置くシネマコンプレックスの運営や映画の製作・配給などを行う企業。東映の完全子会社で、同社傘下のシネマコンプレックスチェーンとして、「T・ジョイ」「ブルク」「バルト」「ミッテ」の4つのブランドを中心に展開している。

## 概要
オープン当初からデジタルシネマシステム（DLP）を持つスクリーンを有しており、衛星配信を用いて複数の映画館へデジタルデータで配給するシステムも導入されている。
映画興行事業とともに映画配給事業も主力事業としており、2003年には日本初となるライブビューイングも実施した。
館内で販売される飲み物は、元々2011年夏頃まではコカ・コーラであったが、2023年現在は鹿児島ミッテ10を除いて基本的にペプシコーラを販売している。
子会社に、映画やテレビ番組などの映像コンテンツ・ゲームソフト・演劇・ビデオ等映像出版物の企画、製作、販売などを行う「アマゾンラテルナ」を持つ。

## 沿革
- 2000年 - 株式会社ティ・ジョイ設立。日本初のデジタルシネマ上映設備を整えたシネマコンプレックスとして事業開始。
- 2010年
  - 4月13日 - 子会社のアマゾンとラテルナを経営統合し、株式会社アマゾンラテルナを設立。アマゾンラテルナが韓国のエンタテインメント最大手CJ ENMと合併会社CJ Entertainment Japanを設立。ティ・ジョイもCJ ENMと業務提携を開始[9]。
  - 7月10日 - ディズニー、ピクサー、ドルビーの協力のもと、『トイ・ストーリー3』の公開に合わせて、運営する全15劇場にドルビーサラウンド7.1chを導入[10]。
  - 8月26日 - 日本初となる、運営する全劇場の全スクリーンの完全デジタルシネマ化を完了[11]。
  - 9月1日 - 東映とセガサミーグループの共同出資会社シーズ・シネマズ[12]との共同事業体として開館した「エクスワイジー・シネマズ蘇我」が同社の解散によりティ・ジョイ単独運営となり「T・ジョイ蘇我」に変更。
- 2011年 - 中国の映画会社ゴールデン・ハーベストとの業務提携を発表[13]。
- 2013年7月12日 - 日本初となる、座席予約が可能なスマートフォンアプリ「キネパス」をリリース[14]。
- 2016年
  - 4月1日 - プリンスホテルとシネコン事業で提携し、T・ジョイ大泉と品川プリンスシネマの2館をそれぞれ「T・ジョイSEIBU大泉」・「T・ジョイPRINCE品川」に改称した上で、西武リアルティソリューションズ（現・西武不動産）との共同運営に移行[15][16]。
  - 7月1日 - 同社初の「IMAXデジタルシアター」をPRINCE品川と横浜ブルク13に導入。
- 2017年 - 同社独自規格プレミアムシアター「T-LEX（ティ・レックス）」をT・ジョイ久留米に初導入。
- 2018年
  - 3月21日 - 同社初の「MX4D」を広島バルト11に導入。
  - 11月23日 - 「Dolby Cinema®」をT・ジョイ博多に日本国内初導入[17]。
- 2023年
  - 2月14日 - 代表取締役社長と親会社の東映の6代目代表取締役社長をそれぞれ務めていた手塚治が同年2月11日に死去したことを受け、代表取締役社長の後任を多田憲之（東映 代表取締役会長）が務める[1]。
  - 4月1日 -「梅田ブルク7」が「T・ジョイ梅田」に名称変更[18]。
- 2025年
  - 1月27日 - 本社および登記上本店を現在地に移転[19]。
  - 7月18日 - 簡易株式交換により東映の完全子会社に移行[20]。

## 設備・サービス
2024年10月現在の情報となる。
| 設備名                | 備考 |
| --------------------- | --- |
| ドルビーシネマ        | - ドルビーラボラトリーズが提唱するプレミアムシネマの規格 - 国内のシネコンチェーンとしては最多の4館に導入 |
| ドルビーアトモス      | - ドルビーラボラトリーズが開発したオブジェクトオーディオに基づくサラウンド記録再生方式 - 上記のドルビーシネマ対応スクリーンに加えてエミテラス所沢の5館（今冬にさらに1館追加）に導入                                                                            |
| IMAX                  | - IMAXコーポレーションが手掛ける独自の上映システム - 5館に導入 |
| MX4D                  | - MediaMation社によって開発された4D映画システム - 広島バルト11のみに導入 |
| ScreenX               | - 韓国のCJ CGVとKAISTが共同開発した3面マルチプロジェクション・映画上映システム - 2館（今冬にさらに1館追加）に導入 |
| T-LEX                 | - 同社独自規格のプレミアムシアター - 3館に導入 - コンセプトは以下の通り - 従来比135%の大型スクリーン - JBL社の最高峰4ウェイ・シネマスピーカーを採用 - 高精細4Kデジタルシネマプロジェクターを採用 - 高級革張プレミアシート（追加料金500円）をスクリーン内に設置 |
| ドルビーサラウンド7.1 | - ドルビーラボラトリーズが開発した7.1chサラウンド音声 - 全ての劇場で対応 |
| 3D上映システム        | - ティ・ジョイでは以下の2つの方式を採用 - ドルビー3D - 新潟万代 - 長岡 - 大泉 - 京都 - 東広島 - 出雲 - 博多 - 久留米 - 北九州 - XpanD - 新宿 - 横浜ブルク13 - 蘇我 - 鴻巣 - 梅田 - 広島 - 大分                                                                 |

### インターネットチケット予約システム・予約公式アプリ
パソコンまたはスマートフォンを使い、ティ・ジョイ予約公式サイト「KINEZO」または、公式アプリ「キネパス」内で映画チケットの予約・購入ができるシステム。
KINEZO会員またはamazon.co.jp会員から予約可能で、鑑賞日の2日前の午前0時から予約することができる。
チケットは予約番号と発券用パスワードの入力による紙チケットの発行、もしくは紙チケットを発行せずiOS、Androidのスマートフォンを使用してKINEZOのチケット購入サイト内およびキネパスのアプリ内にて表示した会員QRコード画面、またはKINEZO券売機で登録したスマートフォンに搭載のFeliCa、もしくは交通系ICカードや電子マネーなどの決済カード（Suica、ICOCA、SUGOCA、ID、QUICPay、WAON、楽天Edy、nanaco）をかざしての入場が可能である。
支払いはクレジットカードの他に、現金（あとから決済）、U-NEXTポイント・モバイルSuica・Amazon Payが利用可能。

## 劇場一覧
| 劇場名                        | 所在地                                      | 開館日         | 規模                 | 備考 |
| ----------------------------- | ------------------------------------------- | -------------- | -------------------- | --- |
| T・ジョイSEIBU大泉            | 東京都練馬区 オズスタジオシティ             | 2001年12月15日 | 9スクリーン 1,592席  | - 西武不動産（旧・西武リアルティソリューションズ）との共同事業体で、運営を担当 - 東映東京撮影所内にある - エントランス部には東映に関わりのある人物の手形と写真パネルが常設展示されている - デザインはフィールドフォー・デザインオフィスが担当                |
| T・ジョイPRINCE品川           | 東京都港区 品川プリンスホテル               | 2002年4月25日  | 11スクリーン 2,008席 | - 西武不動産（旧・西武リアルティソリューションズ）との共同事業体で、運営を担当 - 2016年3月31日までは日本で唯一のホテル直営によるシネコンとして運営されていた                                                                                                 |
| 新宿バルト9                   | 東京都新宿区 新宿三丁目イーストビル         | 2007年2月9日   | 9スクリーン 1,842席  | - TOHOシネマズとの共同事業体で、運営を担当 - 2004年1月9日に閉館した旧「新宿東映会館」跡地に建設 - 「カフェ オアゼ」を併設 |
| こうのすシネマ                | 埼玉県鴻巣市 エルミこうのす                 | 2013年7月5日   | 8スクリーン 1,571席  | - 設計・内装は東映建工が担当 - 詳しい沿革は左記リンク参照 |
| T・ジョイ エミテラス所沢      | 埼玉県所沢市 エミテラス所沢                 | 2024年9月24日  | 12スクリーン 1,872席 | - 松竹マルチプレックスシアターズと西武不動産（旧・西武リアルティソリューションズ）との共同事業体で、運営を担当 - 全スクリーンに4Kレーザープロジェクターを導入                                                                                                |
| T・ジョイ蘇我                 | 千葉県千葉市中央区 ハーバーシティ蘇我       | 2005年4月28日  | 12スクリーン 2,105席 | 「T-LEX」導入劇場（2020年2月14日導入） |
| 横浜ブルク13                  | 神奈川県横浜市中区 ヒューリックみなとみらい | 2010年3月19日  | 13スクリーン 2,483席 | - 松竹マルチプレックスシアターズと東急レクリエーション共同事業体で、運営を担当 - 内装・設計は東映建工、デザインはフィールドフォー・デザインオフィスがそれぞれ担当 - 当館が運営する「カフェ oase」を併設 - 2024年12月11日に「ScreenX with Dolby Atmos」を導入 |
| T・ジョイ横浜                 | 神奈川県横浜市西区 JR横浜タワー             | 2020年6月24日  | 9スクリーン 1,230席  | - シアター内の内装は東映建工が担当 - 映画上映以外にも多目的な利用を意図した運用を計画している - JR横浜タワー内の店舗と連携し、購入した弁当などを楽しみ鑑賞する「FOODシネマ」も展開 - 9スクリーン全てにレーザープロジェクターと3D対応スクリーンを備える       |
| T・ジョイ新潟万代             | 新潟県新潟市中央区 BP2                      | 2001年7月14日  | 8スクリーン 1,440席  | 2001年4月8日に閉館した「新潟東映劇場」（新潟東映→東映パラス）の後継 |
| T・ジョイ長岡                 | 新潟県長岡市 リバーサイド千秋               | 2007年4月20日  | 10スクリーン 1,695席 | - デザインはフィールドフォー・デザインオフィスが担当 - 「T-LEX」導入劇場（2019年3月21日導入） |
| T・ジョイ京都                 | 京都府京都市南区 イオンモールKYOTO          | 2010年5月27日  | 12スクリーン 2,193席 | 内装・設計は東映建工、デザインはフィールドフォー・デザインオフィスがそれぞれ担当 |
| T・ジョイ梅田                 | 大阪府大阪市北区 E-MAビル                   | 2002年4月27日  | 7スクリーン 1,406席  | - 2002年4月28日に閉館した「梅田東映会館」（梅田東映→東映パラス→東映パラス2）の後継 - 当初は松竹マルチプレックスシアターズとの共同運営であったが、現在は単独運営                                                                                              |
| T・ジョイ出雲                 | 島根県出雲市 ゆめタウン出雲                 | 2008年6月21日  | 10スクリーン 1,767席 | - 全スクリーンがDLP対応 - デザインはフィールドフォー・デザインオフィスが担当 |
| T・ジョイ東広島               | 広島県東広島市 フジグラン東広島             | 2000年12月9日  | 6スクリーン 958席    | 「T・ジョイ」の第一号として開業 |
| 広島バルト11                  | 広島県安芸郡府中町 イオンモール広島府中     | 2004年3月24日  | 11スクリーン 1,782席 | TOHOシネマズと共同事業体で、運営を担当 |
| T・ジョイリバーウォーク北九州 | 福岡県北九州市小倉北区 リバーウォーク北九州 | 2003年4月19日  | 8スクリーン 1,367席  | |
| T・ジョイ久留米               | 福岡県久留米市 久留米アミューズメントビル   | 2004年12月25日 | 10スクリーン 1,755席 | - 当館が運営するフライドポテト専門店「キッチン オアゼ」を併設 - 「T-LEX」導入劇場（2017年4月1日） |
| T・ジョイ博多                 | 福岡県福岡市博多区 JR博多シティ             | 2011年3月3日   | 11スクリーン 1,899席 | デザインはフィールドフォー・デザインオフィスが担当 |
| T・ジョイパークプレイス大分   | 大分県大分市 パークプレイス大分             | 2002年4月25日  | 9スクリーン 1,498席  | |
| 鹿児島ミッテ10                | 鹿児島県鹿児島市 アミュプラザ鹿児島         | 2004年9月17日  | 10スクリーン 1,833席 | - 開館前日の2004年9月16日に閉館し、離れた場所の天文館（千日町）に存在した「鹿児島東映劇場」の後継で、同館を単独で運営していた有楽興行と共同事業体 - デザインはフィールドフォー・デザインオフィスが担当                                                       |

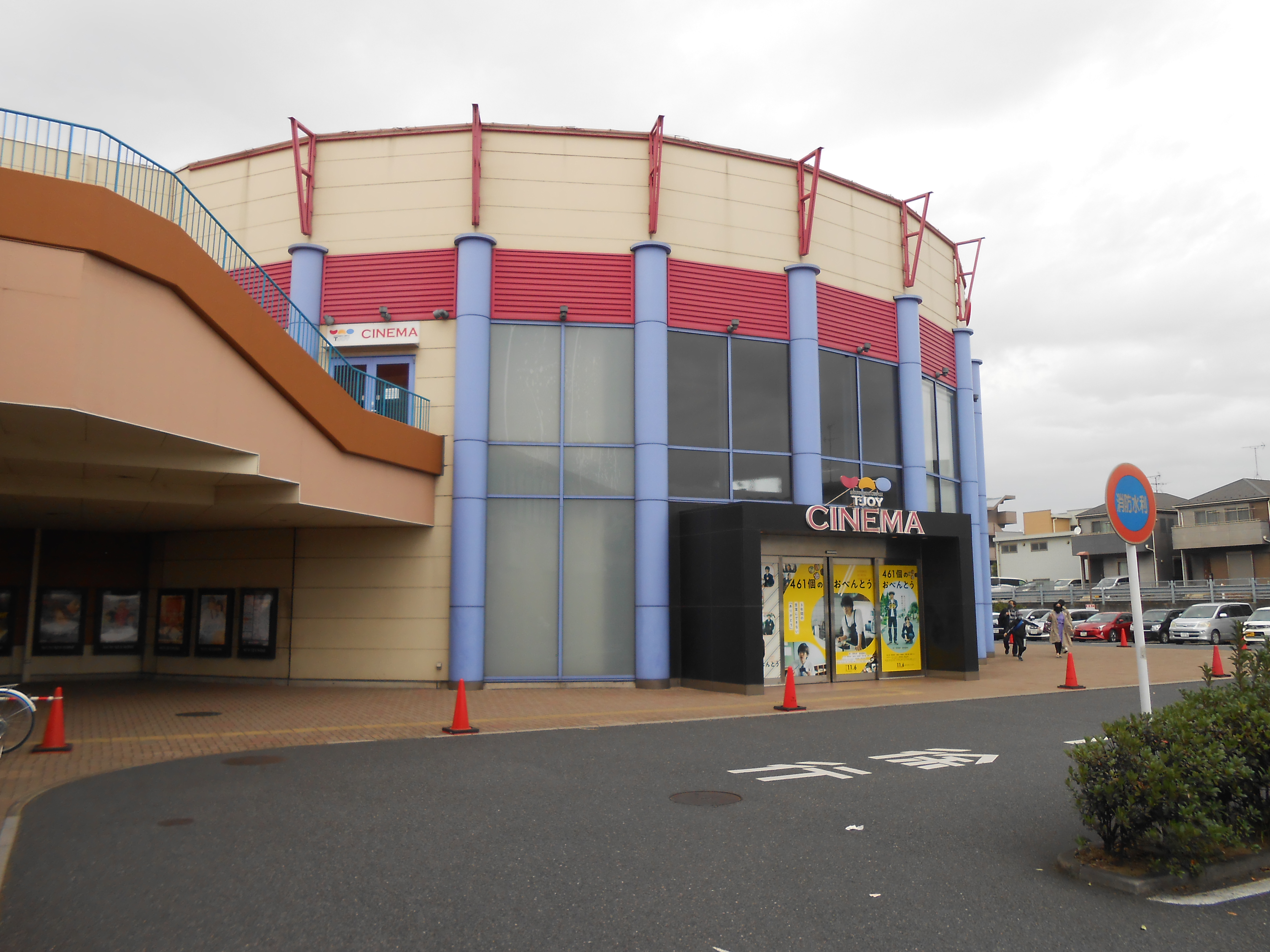
T・ジョイ蘇我
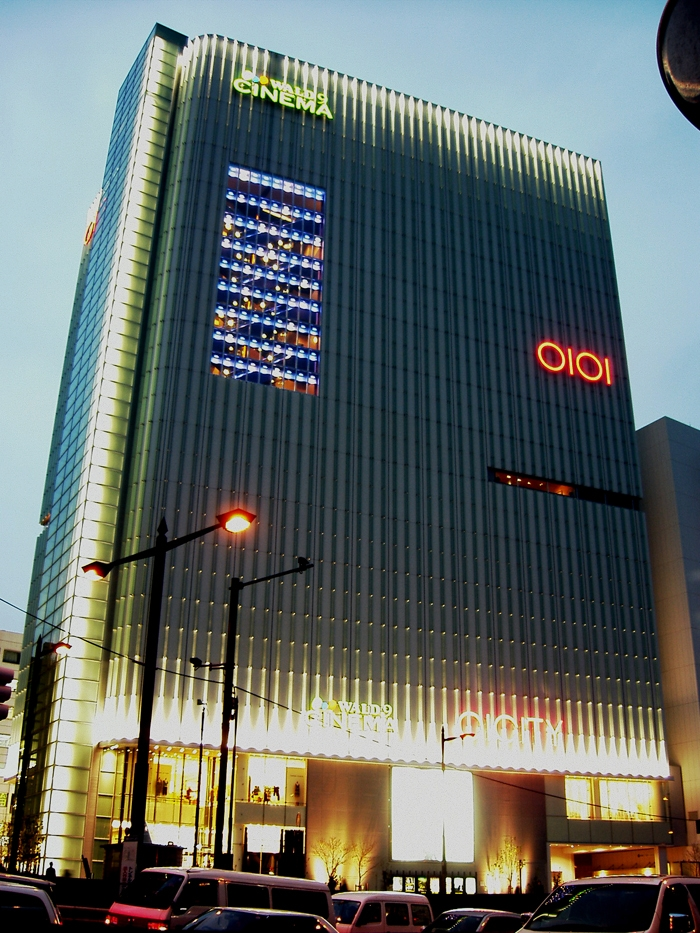
新宿バルト9
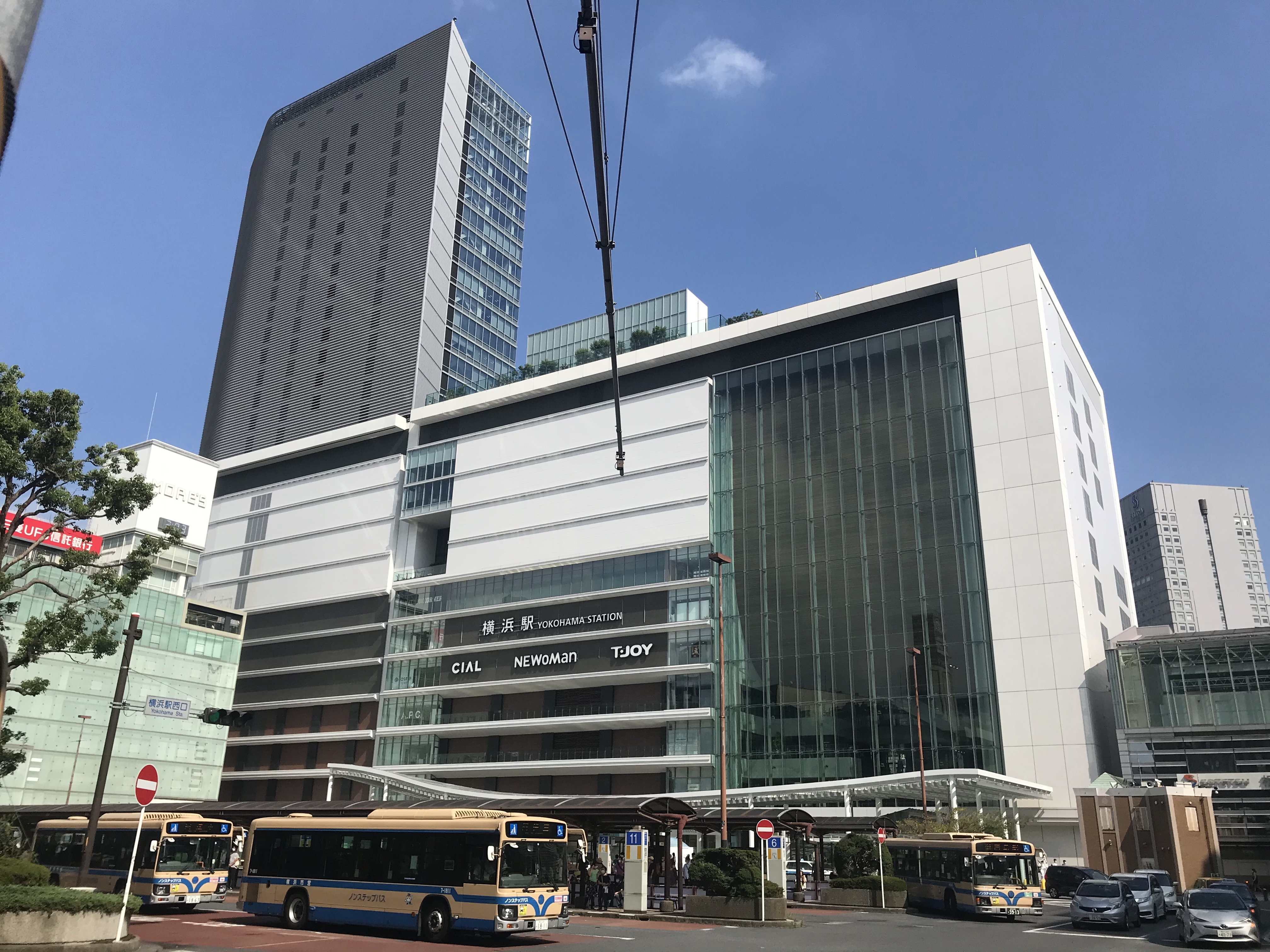
T・ジョイ横浜
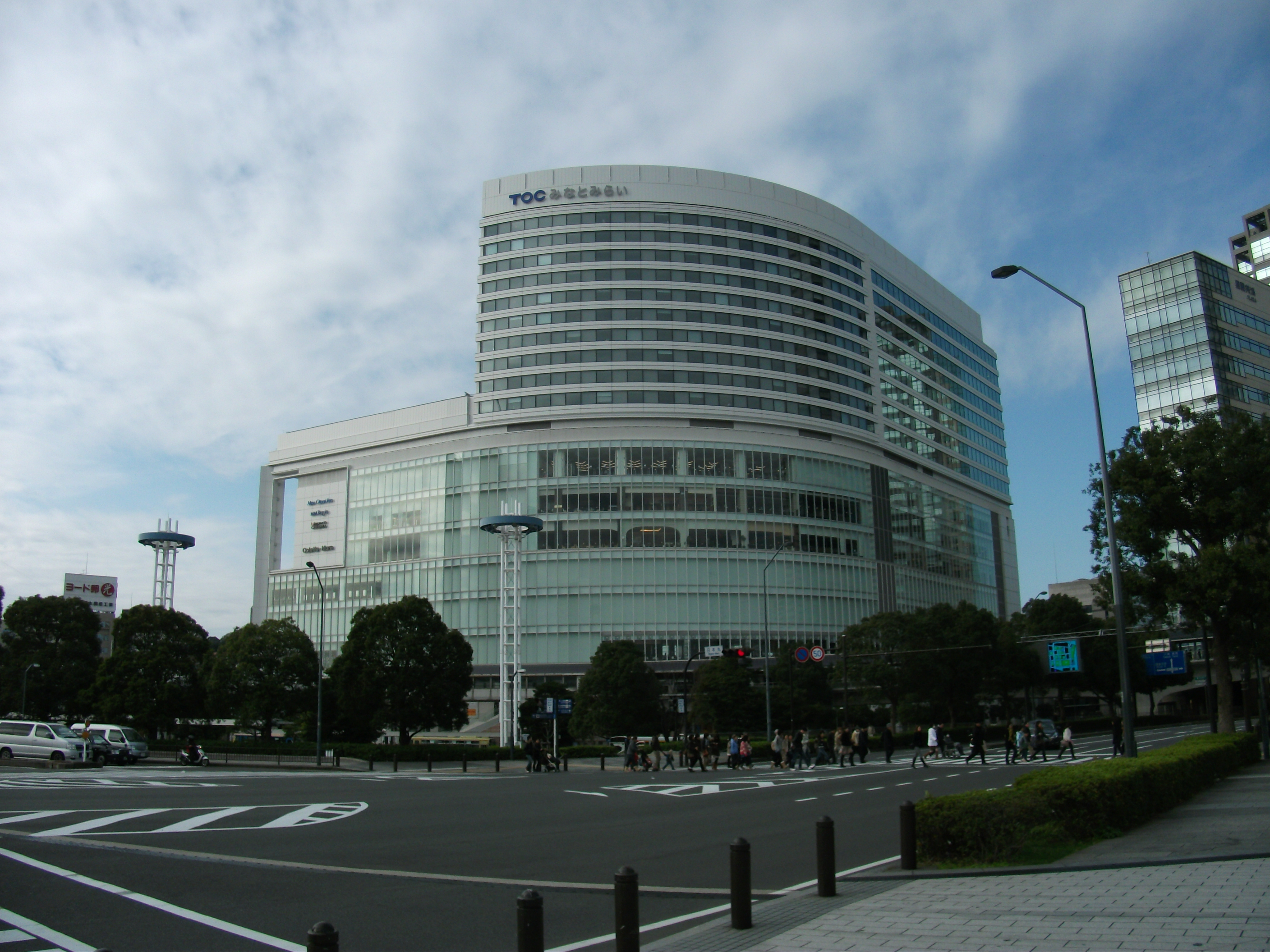
横浜ブルク13
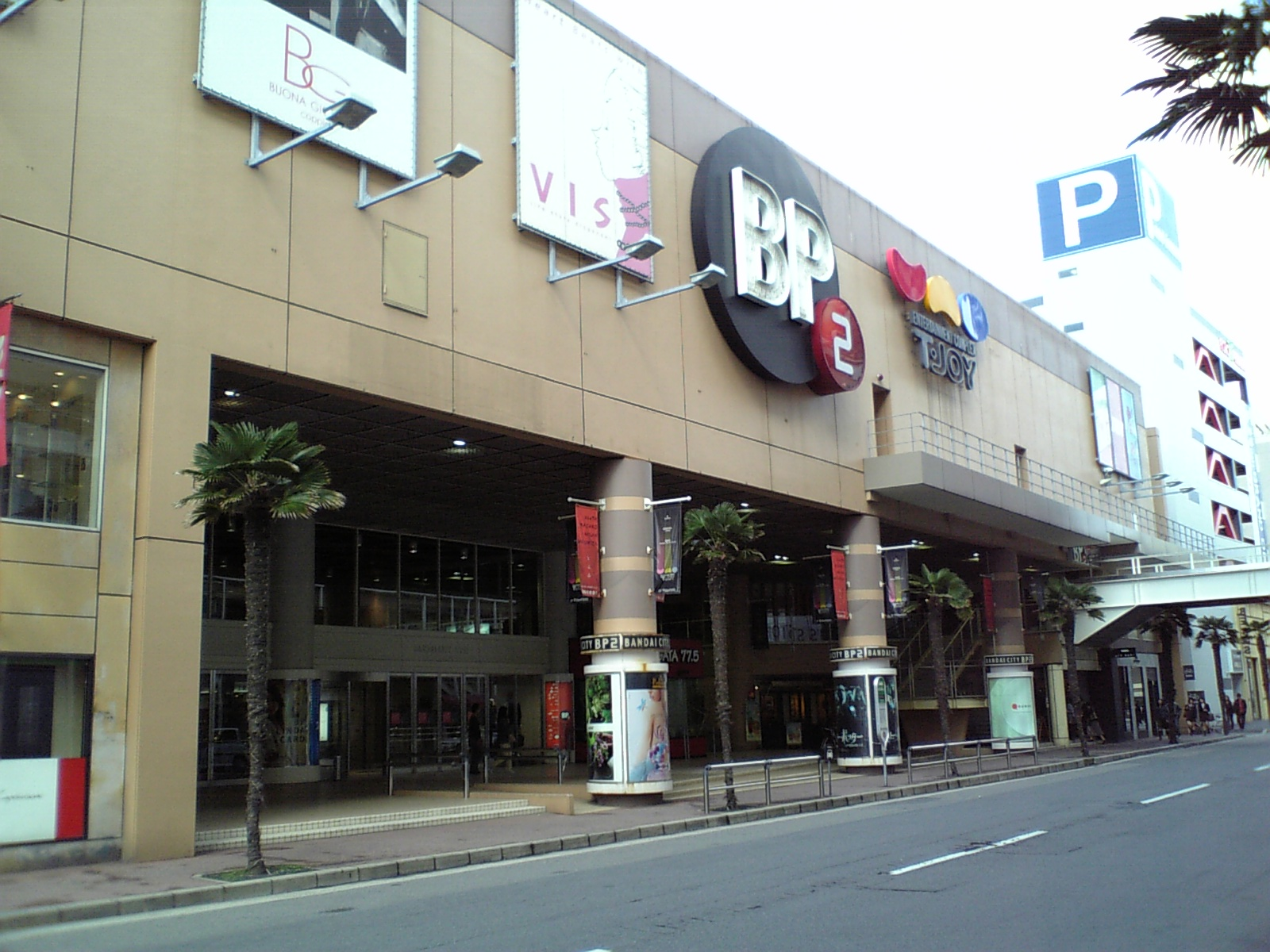
T・ジョイ新潟万代
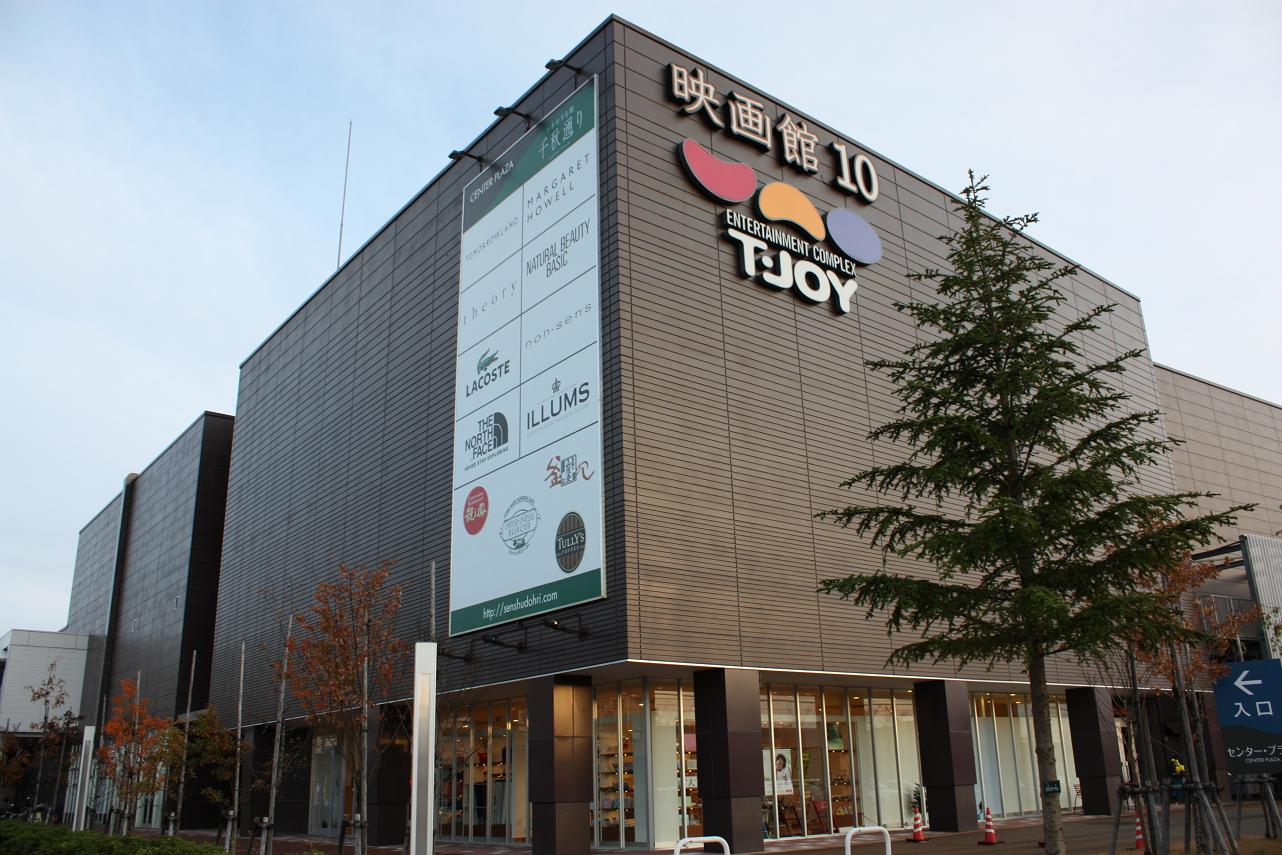
T・ジョイ長岡
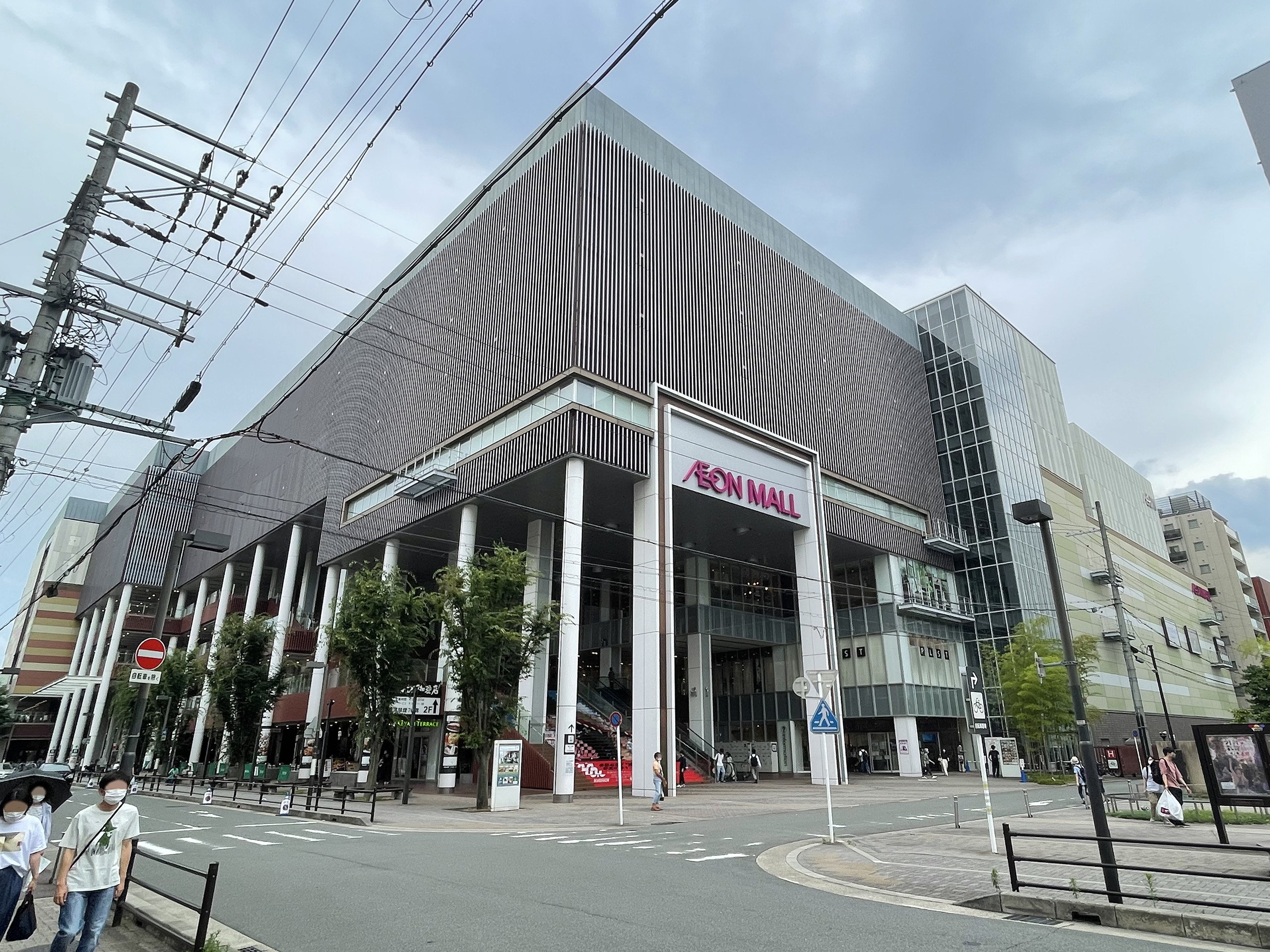
T・ジョイ京都
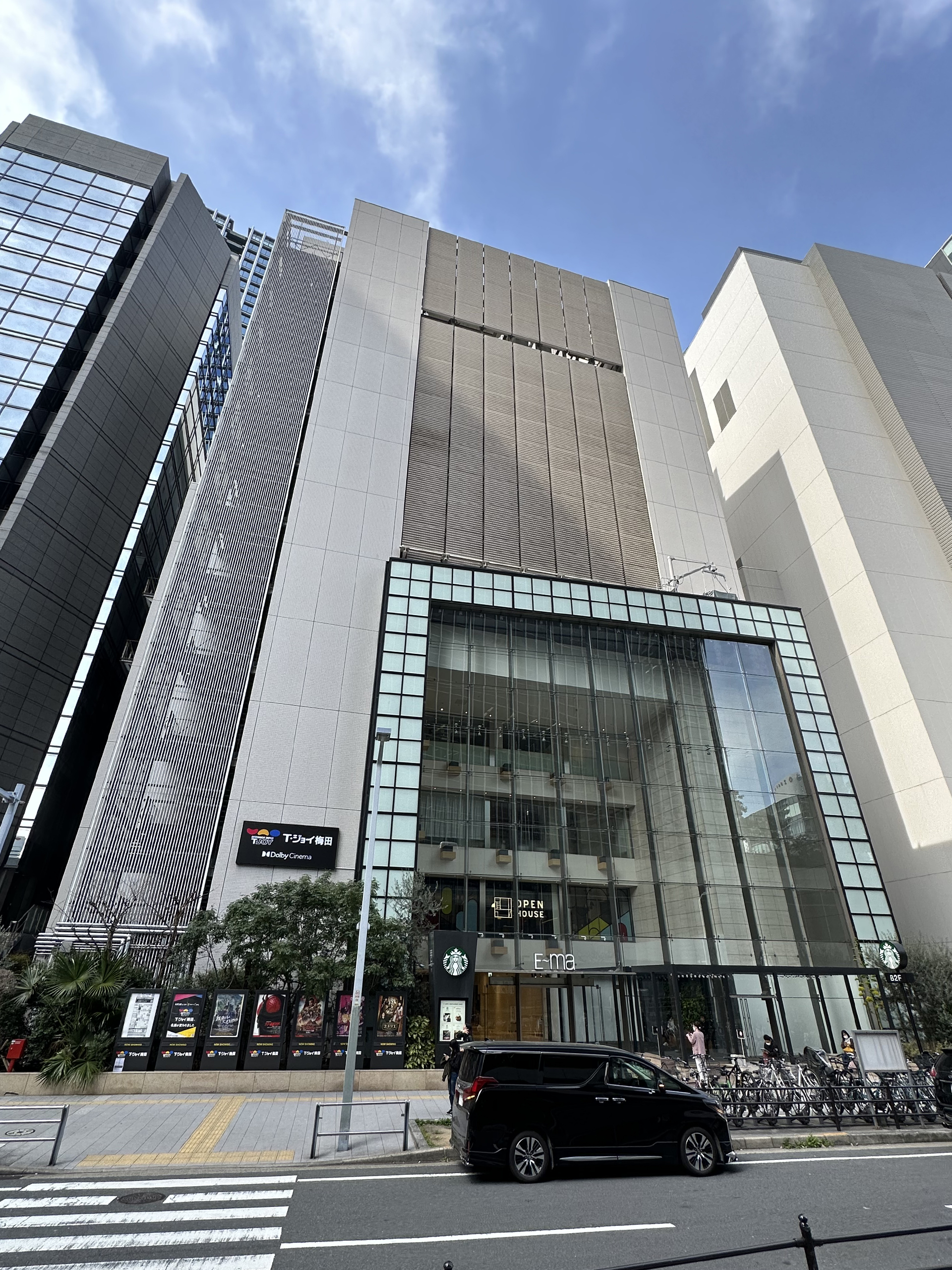
T・ジョイ梅田
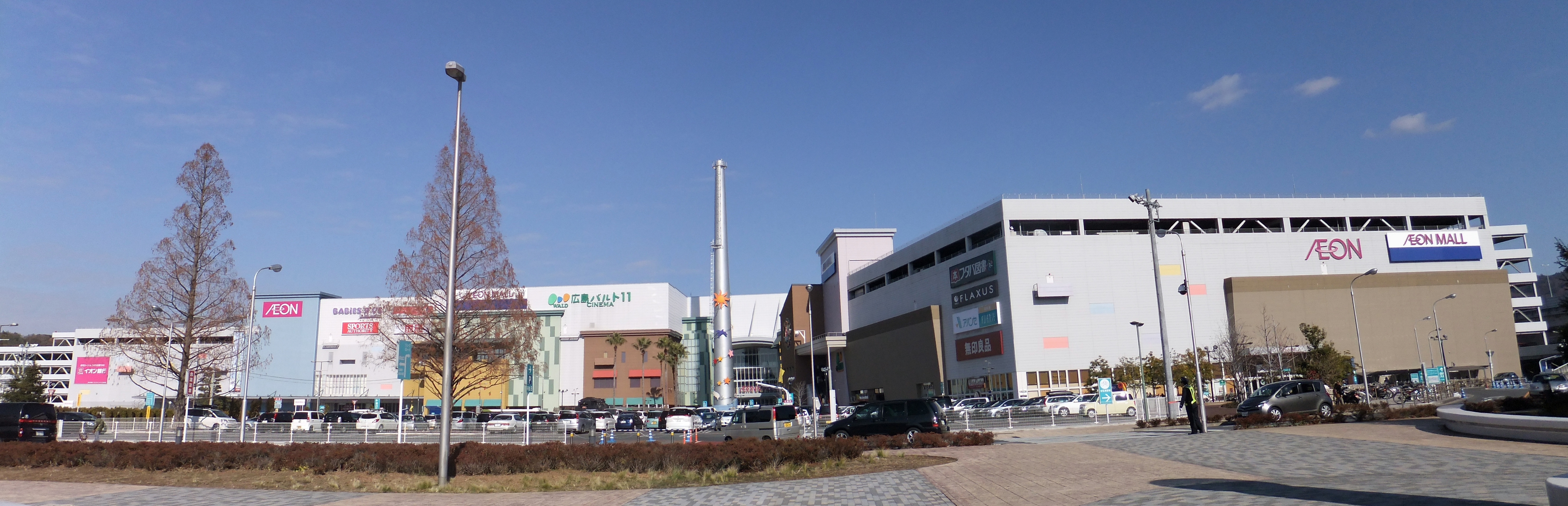
広島バルト11
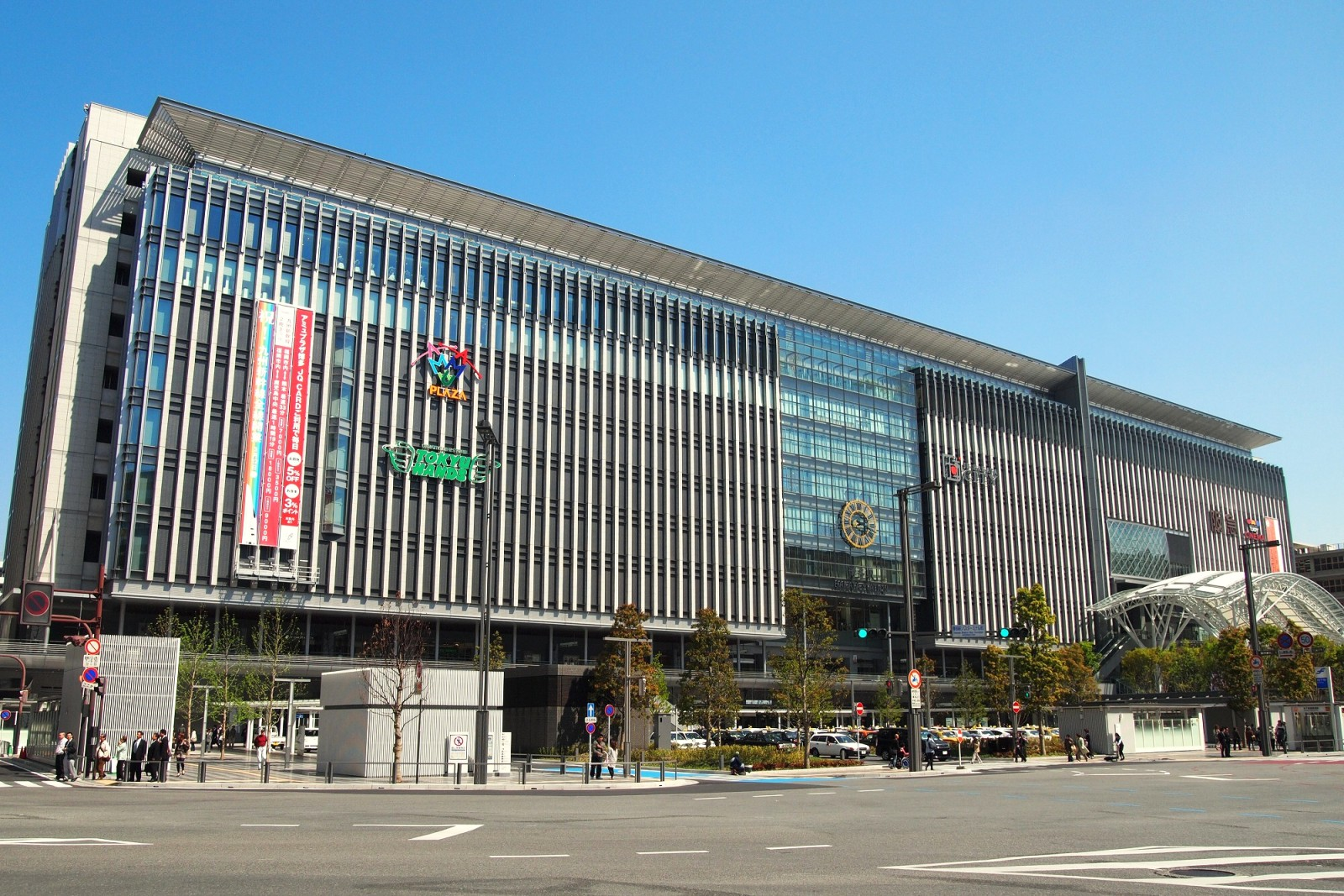
T・ジョイ博多
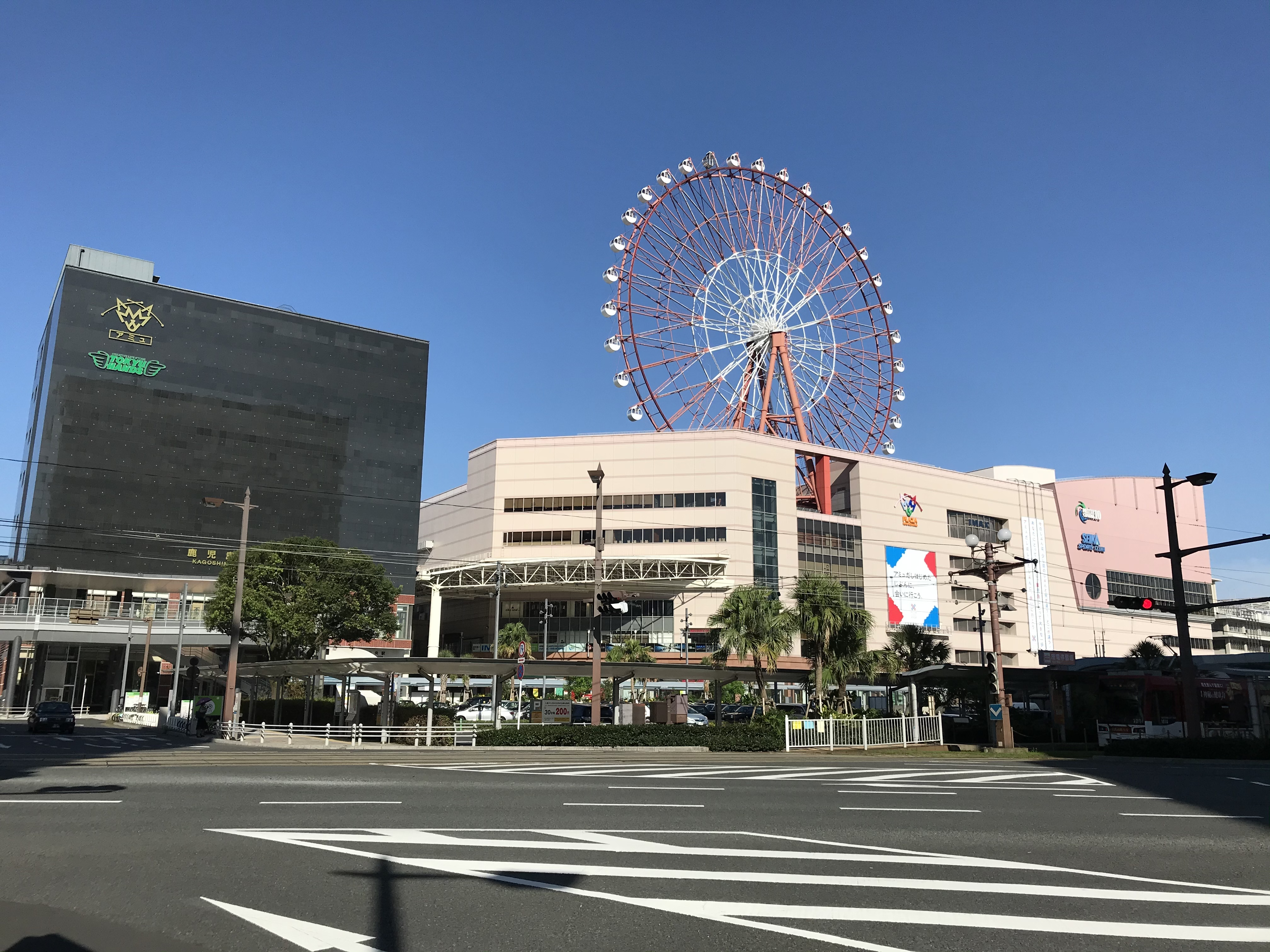
鹿児島ミッテ10

## 他社との共同経営劇場

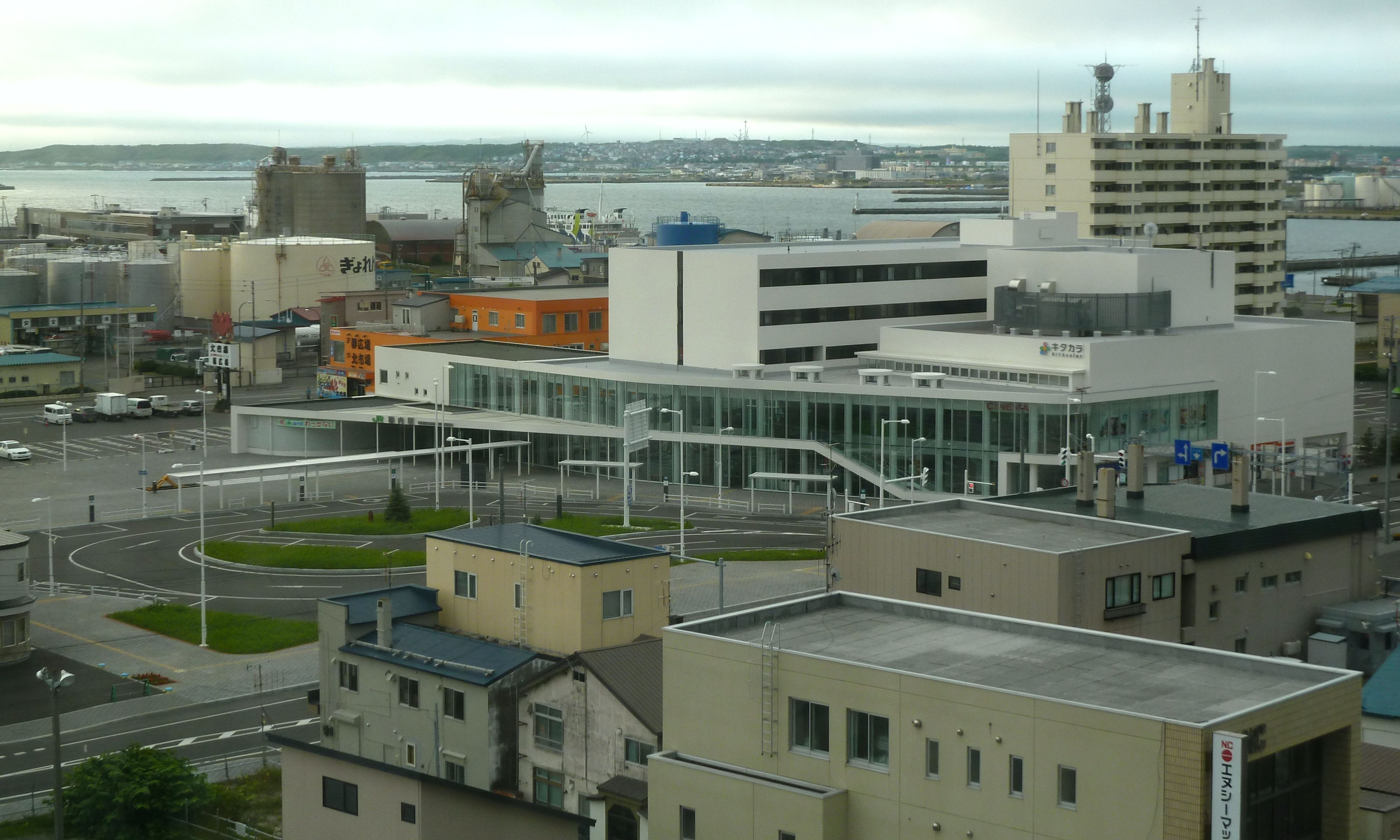
T・ジョイ稚内
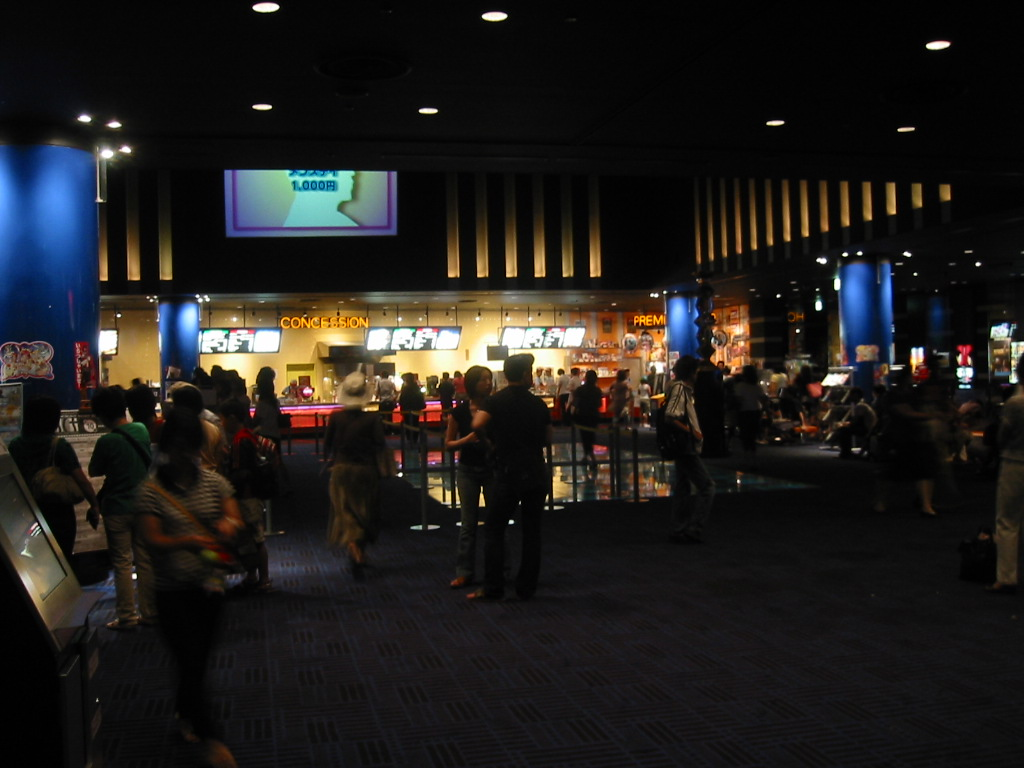
札幌シネマフロンティア
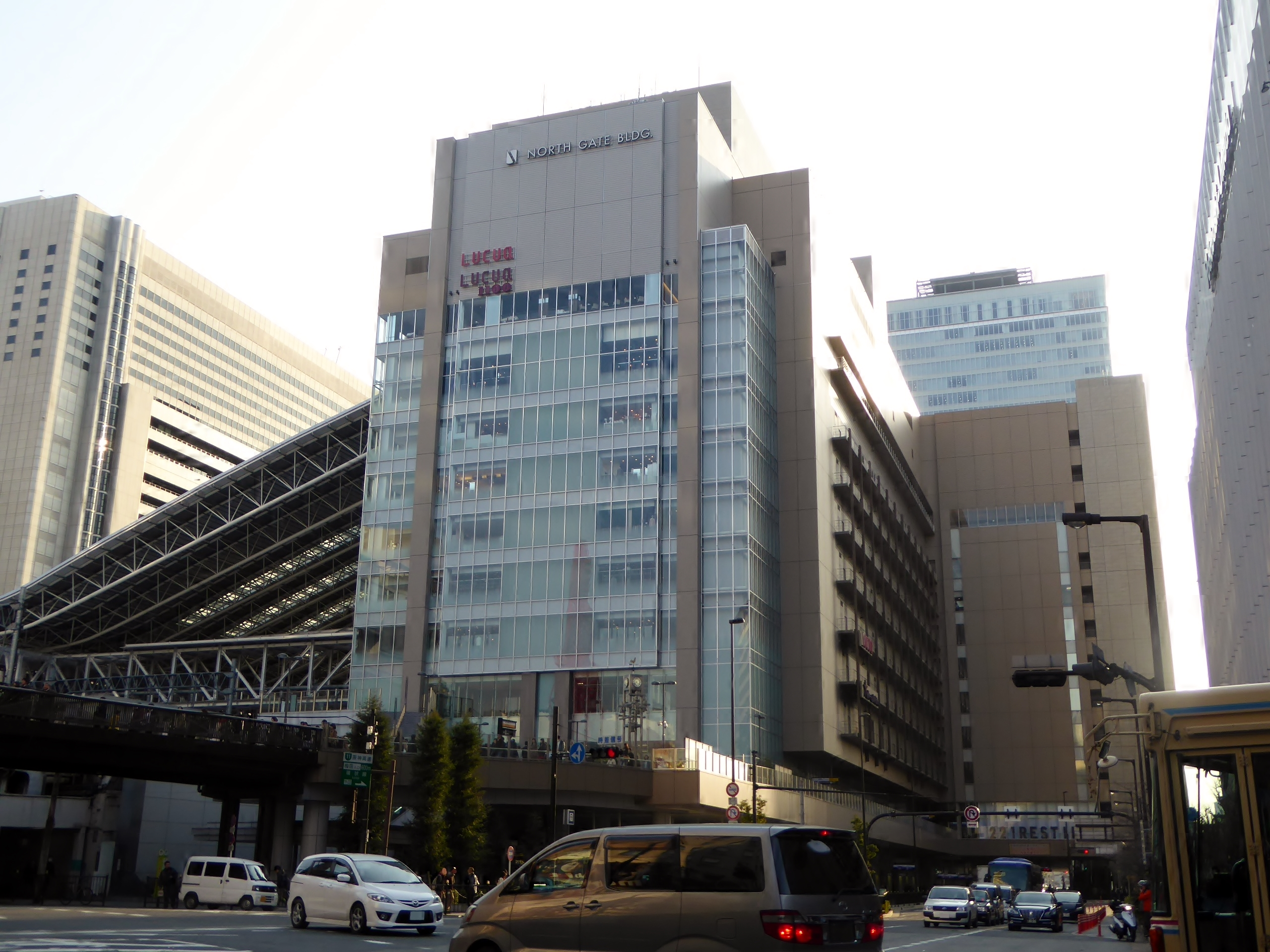
大阪ステーションシティシネマ
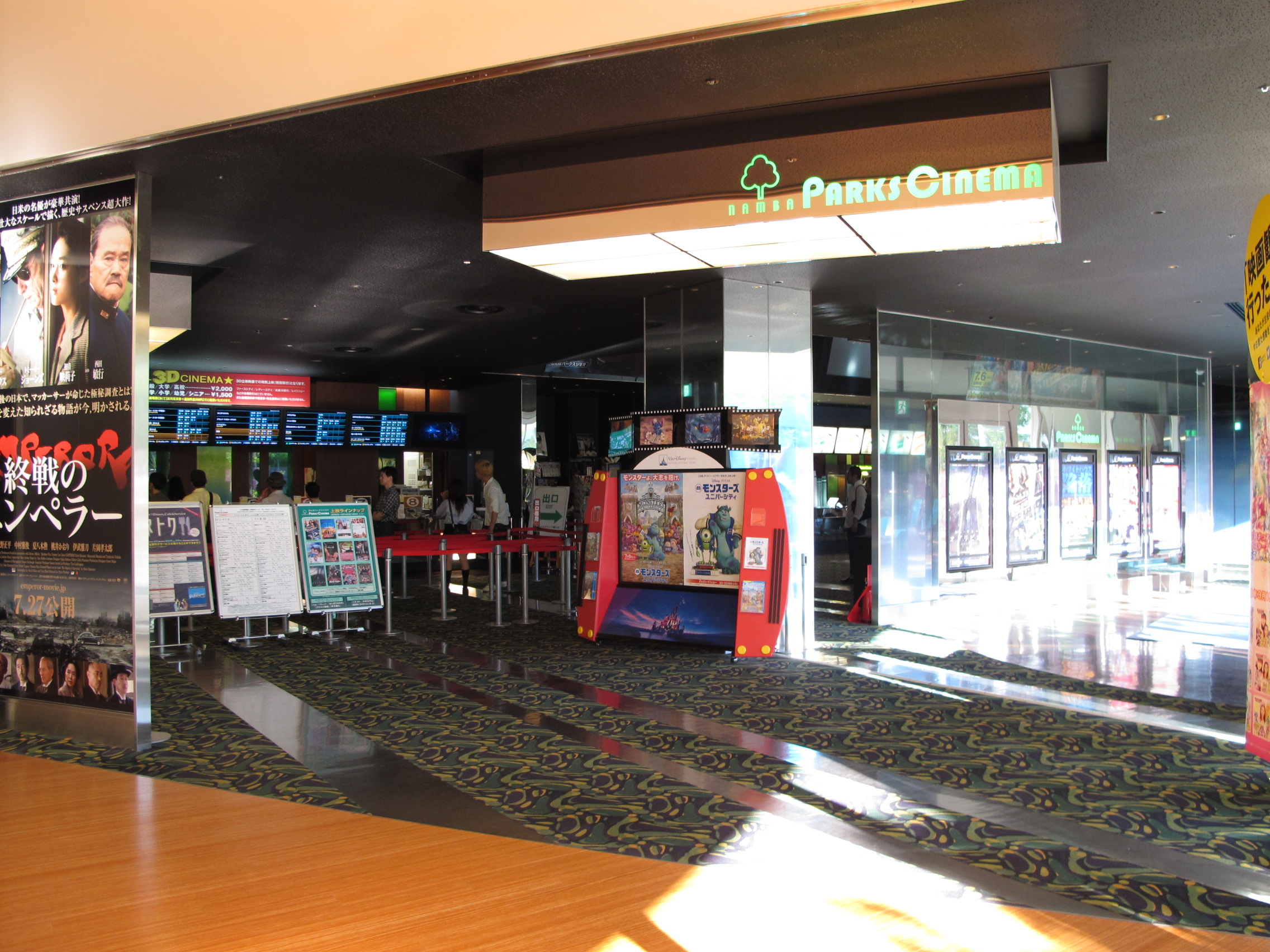
なんばバークスシネマ

T・ジョイ稚内
稚内市中央3丁目6-1、キタカラ 2階 <3スクリーン、2010年6月12日開館>
ティ・ジョイ、最北シネマ株式会社共同事業体。日本最北端に位置する映画館であることから、鑑賞チケットに「最北の映画館へようこそ」と記されている。3スクリーン・250席とティ・ジョイの系列館としては最小規模であるものの、シアター1とシアター3はティ・ジョイ唯一となる円偏光方式の3D設備であるRealDに対応している。一方でKINEZOは非導入。
札幌シネマフロンティア
札幌市中央区北5条西2丁目5 JRタワー・札幌ステラプレイス 7階 <12スクリーン、2003年2月22日開館>
TOHOシネマズ、松竹マルチプレックスシアターズ、ティ・ジョイ共同事業体。運営は、札幌シネマフロンティア株式会社（東宝、松竹、ティ・ジョイ共同出資会社）→TOHOシネマズ。
大阪ステーションシティシネマ
大阪市北区梅田3-1-3、大阪ステーションシティ ノースゲートビルディング 11階 <12スクリーン、2011年5月4日開館>
松竹マルチプレックスシアターズ、TOHOシネマズ、ティ・ジョイ共同事業体。かつて存在していた「梅田ピカデリー1・2・3・4」（2011年1月16日閉館）の事実上の後継映画館であり、運営も松竹マルチプレックスシアターズが行っている。
なんばパークスシネマ
大阪市浪速区難波中2-10-70、なんばパークス 8階 <11スクリーン、2007年4月19日開館>
松竹マルチプレックスシアターズ、ティ・ジョイ共同事業体。運営は松竹マルチプレックスシアターズ。
- T・ジョイ稚内
- 札幌シネマフロンティア
- 大阪ステーションシティシネマ
- なんばバークスシネマ

## 映画配給部門

### 主な配給作品

#### 2000年代
- 佐賀のがばいばあちゃん
- モンゴル

#### 2010年代
- 攻殻機動隊 S.A.C. SOLID STATE SOCIETY 3D
- 放課後ミッドナイターズ
- 劇場版 TIGER & BUNNYシリーズ
- 009 RE:CYBORG
- ヱヴァンゲリヲン新劇場版:Q
- HK 変態仮面
- 地獄でなぜ悪い
- 楽園追放 -Expelled from Paradise-
- 花とアリス殺人事件
- 幕が上がる
- 幕が上がる、その前に。彼女たちのひと夏の挑戦
- ミスミソウ
- わたしに××しなさい
- LUPIN THE IIIRD 峰不二子の嘘

#### 2020年代
- 囀る鳥は羽ばたかない The clouds gather
- その声のあなたへ
- 静かなるドン
- 阪神タイガース THE MOVIE2023 -栄光のARE-
- 共に生きる 書家金澤翔子（ナカチカピクチャーズが配給、当社が配給協力としてそれぞれ製作参加）[32]